# کوچلیو
کوچلیو (به ایتالیایی: Cuceglio) یک کومونه در ایتالیا است که در استان تورین واقع شده‌است.

## خصوصیات
کوچلیو ۶٫۹ کیلومترمربع مساحت و ۱٬۰۰۰ نفر جمعیت دارد و ۳۷۵ متر بالاتر از سطح دریا واقع شده‌است.